# Love?
Love? je sedmé anglické studiové album, americké popové zpěvačky Jennifer Lopez. Vyšlo v dubnu 2010 u Epic Records.
Albu předcházely dva singly, z nichž první je „Louboutins“, který byl vydán v USA 21. prosince 2009 a debutoval na grafu Hot Dance Club Songs pod číslem 50 po měsíci od vydání.

## Základní informace
V únoru 2009, první z několika nových nahrávek, "Hooked On You" kolovaly na internetu, což potvrdilo zvěsti, že Jennifer Lopez byla zpět ve studiu v nahrávání zbrusu nové album.

## Singly
- "Louboutins" je potvrzen, jako první singl z alba. Vydán jen ve Spojených státech.

- "Everybody's Girl" byl potvrzen jako druhý singl vydán v USA a jako první mezinárodní singl k albu.

## Nahrávky
- "Beautiful" (writer: Chris Sernel) (production: Mike Caren)[1]
- "Everybody's Girl" (writer: Wynter Gordon) (production: Mike Caren)[1]
- "Fresh Out the Oven" Jennifer Lopez as Lola & featuring Pitbull (writers: Pharrell Williams, Armando Pérez) (production: The Neptunes) - 3:37
- "Greatest Part of Me" (writers: Kelly Sheean, Theadis Harrell) (production: Sean Hall (courtesy of Tricky Stewart's RedZone Ent.)[2]
- "Hooked on You" (writers: Jennifer Lopez, Antea Birchett-Shelton, Anesha Birchett) (production: D'Mile)
- "Keeper" (writers: Britney Bereal, Luke Boyd) (production: Danja)[1]
- "Louboutins" (Christopher Stewart, Terius Nash, Jennifer Lopez) (production: The-Dream, Tricky Stewart)[3] - 3:48
- "Love and War" (production: Danja)[1]
- "One Love" (writers: Jennifer Lopez, Antea Birchett-Shelton, Anesha Birchett) (production: D'Mile)[1]
- "One Step At a Time" (writer: Jennifer Lopez)[4]
- "Pieces"[5]
- "Starting Over" (writer: Wynter Gordon) (production:Danja)[1][6]
- "Story of My Life" (writers: Tor Erik Hermansen and Mikkel Storleer Eriksen) (production: Stargate)[1]
- "This Cannot Be Love" (writers: Rodney Jerkins, Jennifer Lopez) (production: Darkchild)[1]
- "Villain" (writer: Jennifer Lopez, Christoper Stewart) (producer: Tricky Stewart)[7]
- "What Is Love" (writer: Wynter Gordon) (production: D'mile)[1]
- "What Is Love (part 2)" (writer: Wynter Gordon) (production: Jean Baptiste)[1]